# Sagateatern, Umeå

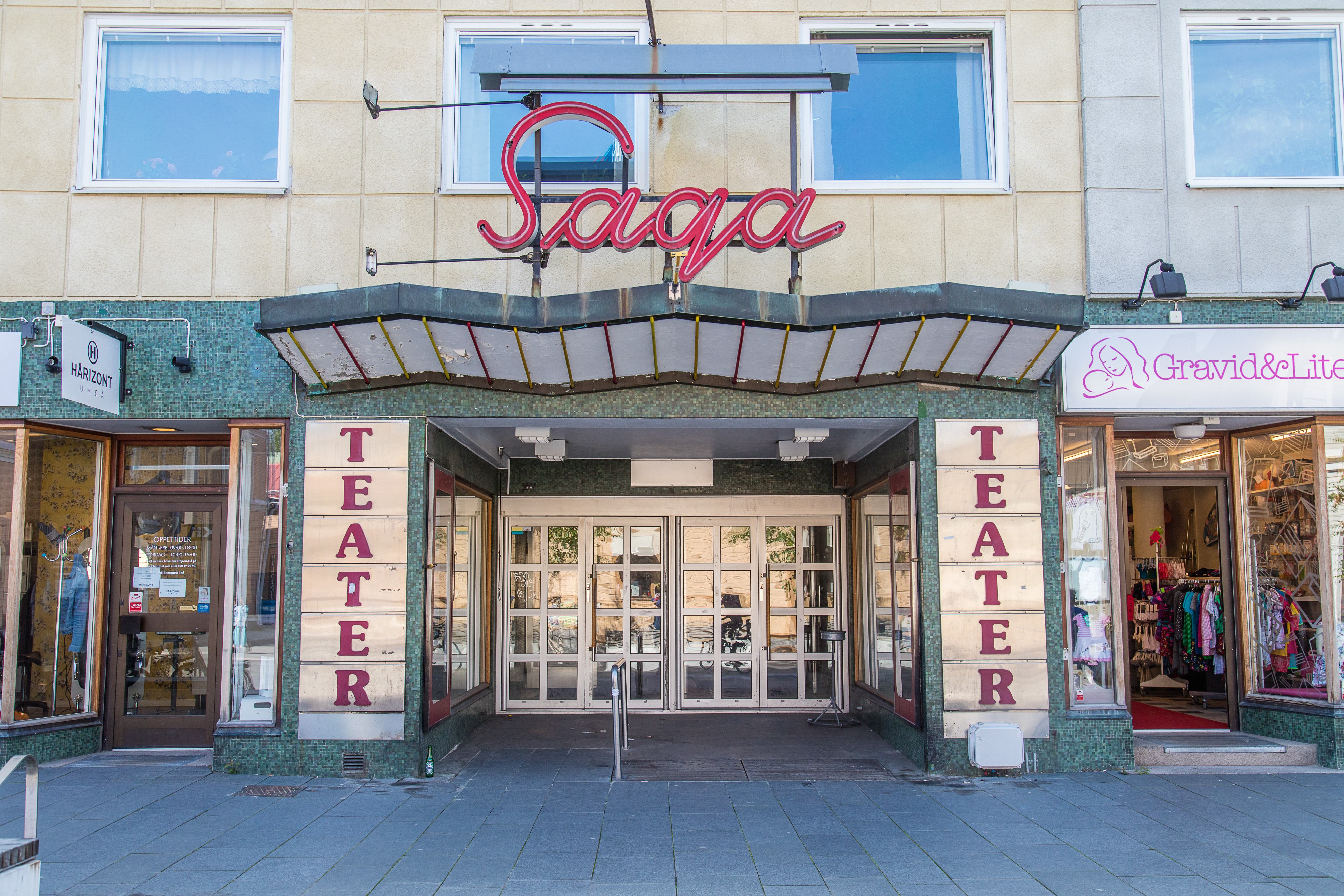
Sagateatern (2015).

Sagateatern var en teater i centrala Umeå för lokal- och amatörkultur, samt har funktion som gästspelsscen. Teatern – som i grunden är en biograf – drevs sedan 2004 av Umeå Teaterförening. Den sista december 2016 lades den ner.
Varken byggnaden eller teatern är klassade som byggnadsminne, men lokalen är förhållandevis välbevarad i tidstypisk stil; biografens neonskylt sitter kvar över entréns skärmtak och de kännetecknande affischskåpen, i foajén har marmorgolvet bevarats och salongen har kvar de gamla tapeterna samt vägglampor med slipat glas.

## Historia
Den ursprungliga Sagabiografen ritades av Umeås tidigare stadsarkitekt Kjell Wretling – som också ritat den byggnad, invigd 1953,  biografen huserar i – på uppdrag av Svenska Förenade Biograf AB, ett dotterbolag till Europafilm. Biografen invigdes 1 oktober 1959 med 14 meter bred duk och 580 sittplatser, som gavs större utrymme mellan stolsraderna än någon annan biograf i Sverige, sedan hänsyn tagits till att besökarna vintertid har mycket kläder på sig.
Europafilm drev biografen till 1984, då SF (Svensk filmindustri) köpte företaget. Ungefär vid samma tid flyttade Filmstudion i Umeå sin verksamhet från Odéonbiografen till Sagabiografen, och visade sina filmer där, främst på lördagseftermiddagar men ibland även nattbio och söndagsmatinéer. Även Filmstudio Röda Rummet visade film på Saga. Sedan SF 1993 etablerat Filmstaden i Umeå sades kontraktet upp, och i december 1993 var biografepoken över.
I mars 1994 påbörjade NCC i samarbete med Boverket en omfattande ombyggnad av biografen till teaterlokal. Artkitekt var Olle Qvarnström. Enligt planerna skulle den fria teatergruppen Ögonblicksteatern och det lokala Revybolaget driva teatern tillsammans, men sedan de senare gått i konkurs fick Ögonblicksteatern driva Sagateatern själva. Salongen, nu med 16 meter bred scen och drygt 370 sittplatser, invigdes 28  september 1994 – samma dag som färjan Estonia förliste – med premiären på Ögonblicksteaterns föreställning Goda grannar. Det första gästspelet var Dramatens föreställning Idlaflickorna av Kristina Lugn.
2004 övertogs driften av Umeå Teaterförening, som därefter drev Sagateatern som en renodlad gästspelsscen.